# Macha Béranger
Pour les articles homonymes, voir Béranger et Riond.
Macha Béranger, pseudonyme de Michèle Riond, née le 22 juillet 1941 à Vichy et morte le 26 avril 2009 au Perray-en-Yvelines, est une animatrice de radio française.

## Biographie
Après avoir suivi les cours de l'école Charles Dullin, Macha Béranger joue au théâtre (Les Troyennes en 1978, Tous en ligne en 1991) dans une dizaine de films et des séries télévisées.
Elle est principalement connue pour Allô Macha, l'émission qu'elle anime sur France Inter du 5 avril 1977 au 30 juin 2006. Au cours de cette émission nocturne de « dialogue intime avec les auditeurs » de minuit à deux heures du matin, du lundi au vendredi, les auditeurs appellent au téléphone ; Macha Béranger écoute et répond avec sympathie de sa voix grave et profonde. Près de cent mille « sans-sommeil » confient leur mal de vivre, leur solitude, leurs joies ou leurs peines. Pour être davantage au diapason des états d'âme de ses interlocuteurs, elle met en place une ambiance propice dans son studio, avec une lumière tamisée et la présence de son petit chien. Des archives documentant la préparation de l'émission et les réactions des auditeurs au cours des années 1980-1994 ont été versées aux Archives nationales de France. À partir de 1994, les enregistrements de l'émission sont eux-mêmes conservés à l'Inathèque au titre du dépôt légal de la radio.
Première du genre, Allô Macha marque la radio française et suscite des émissions semblables sur d'autres stations.
En 1978, Macha Béranger fait paraître Allô Macha ou la nuit des sans-sommeil (Nouvelles éditions Baudinière).
Elle est proche de Louis de Funès, auditeur de ses émissions, accueilli par elle une nuit, dans son studio de radio à l'antenne, et dont elle a été la maîtresse durant les treize dernières années de vie de l'acteur,,.
Macha Béranger présente également, sur la web-télévision Canalweb, des portraits de stars dans le Macha WebShow en 2000 et 2001. À partir de 2002, elle joue le rôle de Béatrice Mondino dans la série télévisée Sous le soleil. Elle fête la fin de la série avec tous les acteurs en décembre 2008.
En juin 2006, la direction de France Inter décide de ne pas reconduire l'émission, pourtant déjà écourtée d'une heure. Frédéric Schlesinger, nouveau directeur général déclare qu'il « [faut] changer certaines formules », même si la direction « n'[a] rien à [lui] reprocher ». De nombreux auditeurs manifestent leur mécontentement auprès des dirigeants de France Inter. Parmi eux, Alain Delon apporte son soutien à l'antenne, le 5 juin 2006. Un site de soutien avec pétition est également créé. Cependant, cet élan de sympathie n'infléchit pas la position de la direction, et Macha quitte la station après une très émouvante dernière émission, le 29 juin 2006.
Le 28 août 2006, Macha Béranger arrive à la radio MFM pour animer Bonsoir Macha, une émission quotidienne (du lundi au jeudi) du même type que son émission sur France Inter,. L'émission cesse mi-2007.
Puis Macha Béranger anime brièvement une émission sur Paris Web TV, Le Paris chic de Macha, dans laquelle elle fait découvrir des lieux parisiens chics et insolites, et tient également une rubrique dans Ici Paris, le courrier des lecteurs.
En janvier 2006, Macha est soignée pour un cancer du sein qu'elle cache à toute sa famille. Très grosse fumeuse, elle meurt le 26 avril 2009 à son domicile du Perray-en-Yvelines des suites d'un cancer du poumon, alors que son cancer du sein est en rémission. Elle est inhumée à Groisy en Haute-Savoie.
Macha Béranger est nommée chevalier des Arts et des Lettres en 1991 et chevalier de l'ordre national du Mérite en 2001.
Macha Béranger a deux fils, Jérôme et Frédéric.

## Filmographie

### Cinéma
- 1982 : Le Quart d'heure Américain de Philippe Galland : elle-même
- 1986 : Suivez mon regard, de Jean Curtelin : la politicienne
- 1987 : Funny Boy de Christian Le Hémonet : Claude
- 2000 : Le Glandeur, de Jean-Pierre Mocky : Madame Gratkine
- 2002 : Ma femme s'appelle Maurice : la cliente outrée
- 2003 : La Méthode Bourchnikov, de Grégoire Sivan : Elisabeth Dorsay (voix)
- 2003 : Ce jour-là, de Raoul Ruiz : Laure Magloire
- 2004 : Vipère au poing, de Philippe de Broca : Madame Pluvignec
- 2006 : Comme t'y es belle ! de Lisa Azuelos : tante Régine
- 2006 : Dans les cordes de Magaly Richard-Serrano : elle-même (voix)
- 2007 : Détrompez-vous de Bruno Dega : Madame Olga
- 2008 : Bambou de Didier Bourdon : Françoise
- 2009 : L'Odyssée Magique, l'enfant et la Terre de Dominique Benichetti : la Terre (voix off narratrice)

### Télévision
- 1973 : Les Malheurs de la Comtesse (téléfilm) : Zina la tigresse
- 1976 : Les Brigades du Tigre, épisode Bonnot et compagnie de Victor Vicas : la Poule
- 1977 : Les Enquêtes du commissaire Maigret, épisode Maigret et Monsieur Charles de Jean-Paul Sassy : Juliette Beauchamps
- 1984 : L'Amour en héritage (Mistral's Daughter) de Douglas Hickox / Kevin Connor (feuilleton TV) : Princesse Marie-Blanche
- 1997 : Le Grand Batre de Laurent Carcélès (série TV) : une journaliste
- 1997 : Paradis d'enfer de  Dominique Masson, Emmanuel Fonlladosa (série TV) : Athenia
- 2000 : La Crim' (série TV) : Vera Trumer
- 2000 : La Cape et l'Épée (série TV) : le ménestrel
- 2002-2008 : Sous le Soleil (série TV) : Béatrice Mondino
- 2002 : H (série TV) : une proxénète.
- 2003 : Caméra Café (série TV), saison 3 épisode 53 L'ardoise : Madame Suzanne
- 2007 : Adriana et moi (téléfilm) : elle-même
- 2008 : Bébé à bord (téléfilm) : la femme à l'aéroport
- 2008 : Père et Maire (série télévisée) : Étienne, un prostitué travesti

## Publications
- Allô, Macha ou la nuit des sans-sommeil, Nouvelles éditions Baudinière, 1978  (ISBN 9782859860134).
- Le Faire-plaire, Éditions V&O, 1991  (ISBN 287876076X).
- Contes d'après minuit, cassette Radio France, 1992.
- Le Cœur dans l'oreille, Michel Lafon, 1997.
- Quand ça vous arrive, Michel Lafon, 2006.

## Discographie
- Me, my life and I / You' ve been seen around - 45T (SP 2 titres), Vogue, 1975.
- Love is… / Attends - 45T (SP 2 titres), AMO Records, 1980.
- Parlez-vous l'amour - 45T.
- À très vite bientôt - 45T, paroles de Macha Béranger, musique de Remo Magistris, réédition sur CD, 2013.